# Generation Basket
Generation Basket, in originale I'll (アイル?, Airu), è uno shōnen manga scritto da Hiroyuki Asada e pubblicato in Giappone a partire dal 1995 e in Italia dal 2000.

## Trama

Si tratta di un manga sportivo, incentrato sul basket. Protagonisti della serie sono due giovani irrequieti, Akane Tachibana e Hitonari Hiiragi. Entrambi intenzionati a mollare la propria carriera cestistica e cancellare dalle proprie menti il basket, si ritrovano come avversari in una partita amichevole delle scuole medie. Fra i due scoppia una rissa in campo e la partita viene sospesa, ma la loro rivalità li spinge a continuare a giocare e per di più nella stessa squadra, il Kouzu BC. Ad essi si aggiungono in seguito altri giocatori: Koujy Kanemoto, vice capitano del Kouzu, un ragazzo timido e introverso continuamente assillato dall'allenatrice; Akihiko Harumoto, abile tiratore nei tiri da tre punti; Yoshiki Yamazaki, il capitano della squadra, costretto a ritirarsi temporaneamente a causa di un infortunio.

## Stile
Il tratto è lineare e pulito, sia nelle tavole che narrano la quotidianità dei protagonisti, sia nelle scene d'azione delle partite di basket: è uno stile molto diverso da quello di altri manga sportivi come Slam Dunk, a cui per genere e trama sembra avvicinarsi molto.